# Saga rodu Forsyte’ów (serial telewizyjny 1967)
Saga rodu Forsyte’ów (ang. The Forsyte Saga) – brytyjski, 26-odcinkowy serial telewizyjny z 1967 r. na podstawie cyklu powieści Johna Galsworthy’ego pod tym samym tytułem oraz stanowiącej jej kontynuację Nowoczesnej komedii.

## Opis
Serial pokazuje historię trzech pokoleń zamożnej angielskiej rodziny Forsyte’ów w okresie od lat 70. XIX wieku do lat 20. XX wieku, od epoki wiktoriańskiej po okres międzywojenny.
Serial odniósł w Polsce sukces dzięki znakomitemu dubbingowi, reżyserowanemu przez Zofię Dybowską-Aleksandrowicz. Serial znalazł się na miejscu 57 w programie 66 niezapomnianych seriali emitowanym na kanale TVN Style.

## Obsada
- Eric Porter – Soames Forsyte
- Margaret Tyzack – Winifred Dartie
- Nyree Dawn Porter – Irena Forsyte
- Kenneth More – Jolyon „Młody Jolyon” Forsyte
- Michael York – Jolyon „Jolly” Forsyte
- George Woodbridge – Swithin Forsyte
- Susan Hampshire – Fleur Mont Forsyte
- Fay Compton – ciotka Ann Forsyte
- John Bennett – Philip Bosinney
- Maggie Jones – Smither
- Ralph Michael – Stanley Baldwin
- Bryan Marshall – Harold Blade

## Wersja polska
- Wersja polska: Studio Opracowań Filmów w Warszawie
- Reżyseria: Zofia Dybowska-Aleksandrowicz
- Dialogi: Krystyna Albrecht, Elżbieta Łopatniukowa, Joanna Klimkiewicz
- Dźwięk: Roman Błocki
- Montaż: Dorota Bochenek-Gębala, Anna Łukasik, Jolanta Nowaczewska, Danuta Sierant, Anna Szatkowska
- Kierownictwo produkcji: Waldemar Szczepański, Anna Ziółkowska, Jan Szatkowski

### Obsada
- Roman Wilhelmi – Jolyon Forsyte Jr.
- Jan Englert – Jolly
- Zdzisław Salaburski – Jolyon, sir  Lawrence Mont
- Zdzisław Tobiasz – Soames Forsyte
- Anna Seniuk – Irena Forsyte
- Jolanta Zykun – Fleur Mont Forsyte
- Maciej Rayzacher – Michael Mont
- Wanda Łuczycka – Ciotka Ann
- Barbara Wrzesińska – Winifreda Dartie
- Krystyna Borowicz – Emily
- Maciej Maciejewski – James
- Jerzy Tkaczyk – Wuj Swithin, Elderson
- Alicja Raciszówna – Helene
- Ewa Żukowska – Helene
- Ewa Kania – Frances
- Irena Horecka – Ciotka Julia
- Alina Bukowska – Ciotka Hester
- Małgorzata Włodarska – June
- Andrzej Seweryn – Philip Bosinney
- Andrzej Gawroński – Monty Dartie
- Andrzej Zaorski – George
- Leon Pietraszkiewicz – Wuj Roger
- Szczepan Baczyński – Wuj Nicholas
- Katarzyna Łaniewska – pani Heron
- Jan Tesarz – William Lomax
- Tadeusz Bartosik – Wuj Timothy
- Jolanta Wołłejko – Imogena Dartie
- Maciej Damięcki – Val Dartie
- Mira Morawska – Madame Lamott
- Daniela Makulska – Anette Lamott
- Mirosława Krajewska – Holly
- Jan Matałowski – Jon
- Janusz Zakrzeński – Prosper Profound
- Jerzy Molga – dr Dewar, Aubrey Greene
- Krzysztof Kołbasiuk – Jack Cardigan
- Krzysztof Kolberger – Wilfrid Desert
- Halina Chrobak – Vica Bicket
- Mariusz Benoit – Tony Bicket